# Leopoldo Igarza
Leopoldo Igarza (* 19. April 1941 in San Fernando de Apure) ist ein venezolanischer Komponist, Gitarrist und Musikpädagoge.
Igarza studierte zunächst Gitarre bei Raúl Borges an der Escuela de Música José Ángel Lamas und setzte seine Ausbildung dann bei Manuel Enrique Pérez Díaz fort. In Spanien vervollkommnete er seine Ausbildung bei Regino Sáinz de la Maza. Nach seiner Rückkehr nach Venezuela erwarb er unter Antonio Lauro den Grad eines Maestro Compositor.
Als Gitarrist erhielt er zahlreiche Auszeichnungen, darunter den Premio Municipal de Música der Stadt Caracas, den Premio de Docencia Musical José Antonio Calcaño und den Premio Nacional de Música. Preise gewann er beim Concurso Internacional Alirio Díaz und dem Concurso de Composición para Guitarra Antonio Lauro. Am Ersten Wettbewerb lateinamerikanischer Komponisten nahm er mit seinem Konzert für Gitarre und Orchester teil.
Igarza war Direktor der Musikschulen Pablo Castellanos und José Reyna. An der letzteren ist er Professor für Harmonielehre und Kontrapunkt, außerdem unterrichtet er Gitarre an der Escuela de Música José Angel Lamas.
Neben zahlreichen Stücken für die Gitarre komponierte Igarza ein Gitarren-, ein Mandolinen- und ein Flötenkonzert.